# Leuglay
Leuglay és un municipi francès, situat al departament de la Costa d'Or i a la regió de Borgonya - Franc Comtat. L'any 2007 tenia 354 habitants.

## Demografia

### Població
El 2007 la població de fet de Leuglay era de 354 persones. Hi havia 149 famílies, de les quals 46 eren unipersonals (21 homes vivint sols i 25 dones vivint soles), 58 parelles sense fills, 29 parelles amb fills i 16 famílies monoparentals amb fills.
La població ha evolucionat segons el següent gràfic:
Habitants censats

### Habitatges
El 2007 hi havia 199 habitatges, 147 eren l'habitatge principal de la família, 42 eren segones residències i 10 estaven desocupats. 186 eren cases i 13 eren apartaments. Dels 147 habitatges principals, 106 estaven ocupats pels seus propietaris, 35 estaven llogats i ocupats pels llogaters i 6 estaven cedits a títol gratuït; 6 tenien una cambra, 11 en tenien dues, 12 en tenien tres, 38 en tenien quatre i 79 en tenien cinc o més. 111 habitatges disposaven pel capbaix d'una plaça de pàrquing. A 67 habitatges hi havia un automòbil i a 59 n'hi havia dos o més.

### Piràmide de població
La piràmide de població per edats i sexe el 2009 era:
| Homes | Edats   | Dones |
| ----- | ------- | ----- |
| 0     | 95 o +  | 4     |
| 0     | 90 a 94 | 0     |
| 4     | 85 a 89 | 12    |
| 0     | 80 a 84 | 8     |
| 8     | 75 a 79 | 8     |
| 8     | 70 a 74 | 8     |
| 8     | 65 a 69 | 16    |
| 12    | 60 a 64 | 8     |
| 8     | 55 a 59 | 8     |
| 24    | 50 a 54 | 8     |
| 8     | 45 a 49 | 12    |
| 12    | 40 a 44 | 8     |
| 28    | 35 a 39 | 8     |
| 8     | 30 a 34 | 12    |
| 8     | 25 a 29 | 8     |
| 20    | 20 a 24 | 0     |
| 4     | 15 a 19 | 8     |
| 24    | 10 a 14 | 16    |
| 16    | 5 a 9   | 12    |
| 8     | 0 a 4   | 0     |

## Economia
El 2007 la població en edat de treballar era de 226 persones, 166 eren actives i 60 eren inactives. De les 166 persones actives 148 estaven ocupades (97 homes i 51 dones) i 18 estaven aturades (9 homes i 9 dones). De les 60 persones inactives 25 estaven jubilades, 9 estaven estudiant i 26 estaven classificades com a «altres inactius».

### Ingressos
El 2009 a Leuglay hi havia 140 unitats fiscals que integraven 317 persones, la mediana anual d'ingressos fiscals per persona era de 15.676 €.

### Activitats econòmiques
Dels 9 establiments que hi havia el 2007, 1 era d'una empresa extractiva, 1 d'una empresa de fabricació d'altres productes industrials, 2 d'empreses de construcció, 1 d'una empresa de comerç i reparació d'automòbils, 1 d'una empresa de transport, 1 d'una empresa immobiliària i 2 d'empreses de serveis.
L'únic servei als particulars que hi havia el 2009 era un paleta.
Dels 2 establiments comercials que hi havia el 2009, 1 era una botiga de més de 120 m² i 1 una botiga de menys de 120 m².
L'any 2000 a Leuglay hi havia 4 explotacions agrícoles.

## Poblacions més properes
El següent diagrama mostra les poblacions més properes.